# Тартання

Схема черпання нафти в свердловині желонкою

Тартання (рос. тартание, англ. bailing, нім. Schöpfen n) — спосіб вилучення зі свердловини на поверхню рідини (нафти, розсолу, води) або суміші її з шламом за допомогою желонки.
Історично тартання, яке було одним з основних способів видобутку нафти, в 20-і рр. XX ст. витіснено глибинно-насосним видобутком. В сучасних умовах Т. застосовується для дослідницьких цілей, випробування свердловин на приплив рідини, при освоєнні дрібних свердловин в р-нах, важкодоступних для доставки важкого обладнання, при ударно-канатному бурінні для очищення вибою від розбуреної породи (шламу).
Крім того, тартання желонкою — спосіб виклику припливу флюїду. Здійснюється желонкою, що являє собою відрізок товстостінної труби (як правило бурильної) в нижній частині якої розміщений зворотний клапан. Спускається в свердловину на канаті за допомогою лебідки. Об'єм желонки невеликий, тому процес виклику припливу тартанням досить повільний. Желонку, як правило, спускають в обсадну колону. Робота проводиться при відкритому гирлі, що являє деяку небезпеку, особливо при фонтанних проявах.

## Інтернет-ресурси
- Патент США. Oil-bailing device. US 760570 A Patent Drawing No. 760.570. I I PATENTED MAY 24, 1 904 A. L. SGHELLHAMMBRJ f OIL BAILING DEVICE. APPLICATION FILED FEB. 5, 1904.